# Slap Her... She's French
Slap Her... She's French (Nederlands: Mep Haar... Ze Is Frans, Verenigde Staten: She Gets What She Wants)
is een Duits-Brits-Amerikaanse tienerkomedie uit 2002 onder regie van Melanie Mayron.

## Verhaal
Starla Grady is het populairste meisje op school, cheerleader, lokale schoonheidskoningin
en droomt van een carrière als televisiepresentatrice. Om haar gemeenschapsgevoel aan te tonen neemt ze de
Franse uitwisselingsleerlinge Genevieve onder de arm. Die toont zich eerst stikjaloers op Starla's
glamoureuze leventje. Via allerlei truukjes zorgt ze ervoor dat ze dat leventje beetje bij beetje kan overnemen.
Uiteindelijk wordt Genevieve de populaire cheerleader terwijl Starla zelfs in een instelling terechtkomt.
Dan ontdekt ze de waarheid over Genevieve waarna ze haar ontmaskert. Genevieve blijkt een Amerikaanse te zijn
die vroeger na een door Starla veroorzaakt vernederend moment naar Frankrijk verhuisde en nu is teruggekomen om
wraak te nemen.

## Rolbezetting
| Acteur        | Personage            | Opmerkingen                                                                                   |
| ------------- | -------------------- | --------------------------------------------------------------------------------------------- |
| Piper Perabo  | Genevieve Le Plouff  | Franse uitwisselingsleerlinge.                                                                |
| Jane McGregor | Starla Grady         | Rijke populaire die Genevieve opvangt.                                                        |
| Julie White   | Bootsie Grady        | Starlas moeder.                                                                               |
| Brandon Smith | Arnie Grady          | Starlas vader.                                                                                |
| Jesse James   | Rudolph Grady        | Starlas jongere broer.                                                                        |
| Trent Ford    | Edward -Ed- Mitchell | Journalist voor de schoolkrant die over Genevieve verhaalt en later Starlas toeverlaat wordt. |
| Matt Czuchry  | Kyle Fuller          | Populair rugbyspeler en Starlas vriendje.                                                     |
| Nicki Aycox   | Tanner Jennings      | Vriendin van Starla.                                                                          |
| Alexandra Adi | Ashley Lopez         | Vriendin van Starla.                                                                          |